# Грузія на Паралімпійських іграх
Грузія на Паралімпійських іграх дебютувала у 2008 році в іграх у Пекіні. На літніх Паралімпійських іграх 2008 року країну репрезентував один спортсмен з пауерліфтингу. НПК Грузії був створений у 2003 році.

## Медальний залік

### Медалі на літніх Паралімпійських іграх
| Рік  | Золото | Срібло | Бронза | Всього | Місце |
| 2008 | 0      | 0      | 0      | 0      | —     |
| 2012 | 0      | 0      | 0      | 0      | —     |
| 2016 | 1      | 0      | 0      | 1      | 60    |
| 2020 | 0      | 3      | 0      | 3      | 67    |

### Медалі на зимових Паралімпійських іграх
| Рік  | Золото | Срібло | Бронза | Всього | Місце |
| 2018 | 0      | 0      | 0      | 0      | —     |